# MiamiCentral
MiamiCentral ist ein Bahnhof in der Stadt Miami im Bundesstaat Florida der Vereinigten Staaten, der sich direkt anliegend zum Geschäftszentrum in Downtown Miami befindet. Ca. 300 Meter entfernt befindet sich der Bahnhofskomplex Government Center Station mit der Hochbahn Metrorail, dem Peoplemover Metromover und einer Busstation. Die gesamte Anlage entspricht einem deutschen Hauptbahnhof. Jedoch sind die aus anderen Bundesstaaten eintreffenden Züge (wie es von 1896 bis 1963 der Fall war) nicht an dieser Stelle angebunden.
Der Bahnhof ist auf mehreren Stockwerken mit hochliegenden Bahnsteigen ausgelegt. Vom Erdgeschoss mit Geschäften kommt man über eine Verteilerebene zu den Bahnsteigen im zweiten Obergeschoss. Die Dieselschnellzüge von Brightline bedienen den Bahnhof seit Mai 2018. Die Eröffnung der Strecke Tri-Rail Downtown Miami Link zwischen MiamiCentral und Tri-Rail and Metrorail Transfer Station erfolgte im Januar 2024.
Dieser neue Bahnhofskomplex in der Innenstadt von Miami sollte nicht mit der zeitweise ebenfalls Miami Central genannten Miami Airport Station verwechselt werden. In den Planungen der 2000er sollten alle Fern- und Regionalzüge nach Miami dort enden und die Innenstadt mit der Metrorail erschlossen werden. Durch eine Reihe von Problemen an der Airport Station wurde jedoch nur die Metrorail und die Tri-Rail angebunden.

## Geschichte

### Alter Bahnhof
MiamiCentral wurde ursprünglich als südlicher Endpunkt der Florida East Coast Railway (FEC) eingerichtet. Die Eröffnung erfolgte am 15. April 1896 und wurde 1912 um ein Bahnhofsgebäude aus Holz ergänzt. Von 1912 bis 1935 gab es auch eine Verbindung mit Key West. Am Platz des alten Bahnhofsgebäudes wurde ab 1925 das Miami-Dade County Courthouse errichtet, das historische Gerichtsgebäude der Stadt. Der direkt anliegende neue Bahnhof wurde ab 1927 von der Seaboard Air Line Railroad (SAL) bedient. Sowohl FEC und SAL nutzen den Bahnhof dann bis 1963.

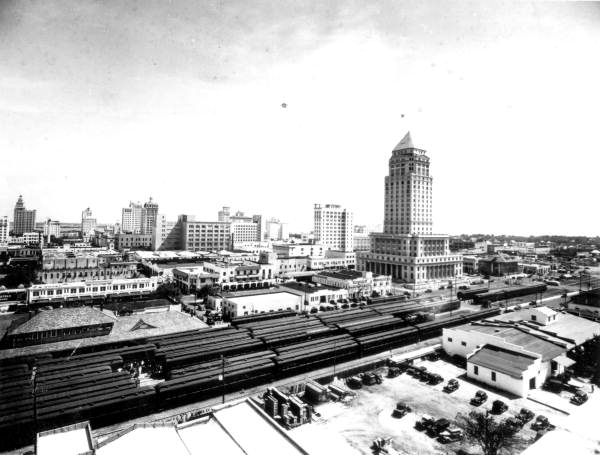
Blick über den alten Bahnhof auf das alte Miami-Date Courthouse

Am 23. Januar 1963 begannen die Gewerkschaften beider Gesellschaften einen Streik, in dessen Folge der Verkehr zum Erliegen kam. Die Stadt Miami wollte aber ohnehin die Gleise in der Innenstadt loswerden, und so wurde der Zugverkehr nie wieder aufgenommen. Stattdessen wurde der alte Bahnhof im November 1963 abgetragen. Ganz im Sinne der autogerechten Stadt entstand dort ein großer Parkplatz vor dem Verwaltungskomplex der Stadt.
Ursprünglich sollte am Güterbahnhof Buena Vista etwas weiter nördlich ein neuer Bahnhof entstehen, diese Pläne materialisierten sich jedoch nie. Stattdessen mussten die Bahnlinien schon im Stadtteil Allapattah enden. Mit der Übernahme des Bahnverkehrs durch die nationale Bahngesellschaft Amtrak wurden die Fernverbindungen schließlich 1978 bis zum Bahnhof im Vorort Hialeah zurückgezogen. Dort wurde am 6. März 1989 die Tri-Rail and Metrorail Transfer Station eingerichtet.
1984 wurde eine Station der neuen Miami-Dade Metrorail eröffnet.

### Neuer Bahnhof
| \| \| \| \| \| \| \| \| \| \| \| \| \| \| \| \| \| \| \| \| \| \| \| \| \|                                              |  |  |  |
| |  |  |  |
| |  |  |  |
| |  |  |  |
| Strecke nach links · Abzweig geradeaus und von rechts · Strecke · Abzweig geradeaus und von links · Strecke nach rechts |  |  |  |
| Strecke · Strecke · Strecke                                                                                             |  |  |  |

Im März 2012 kündigte All Aboard Florida die Errichtung einer Hochgeschwindigkeitsstrecke an. Im Mai 2014 kündigten die Gesellschaft an, ein Areal an der Innenstadt von Miami bebauen zu wollen, das in etwa dem Parkplatz entsprach, auf dem einst der alte Bahnhof stand. Der Parkplatz wurde im August 2014 geschlossen und im März 2015 wurden die ersten Betonstützen darauf errichtet.
Für den Schnellverkehr sollte eine Mittelplattform 20 Meter über Straßenniveau verwendet werden. In der weiteren Planung sollen von der FEC drei Gleise genutzt werden und daneben zwei Gleise für den Regionalverkehr von Tri-Rail. Das Erdgeschoss und weitere Bauten sollten Geschäfte, Büros und ein Hotel beherbergen.
Für den Tri-Rail Downtown Miami Link beteiligte sich die Regionalzuggesellschaft Tri-Rail mit 70 Millionen Dollar am Bau des Bahnhofs. Die Inbetriebnahme der Verbindung verzögerte sich mehrfach, weil regulatorische Anforderungen noch nicht erfüllt waren: Tri-Rail musste erst das seit 2018 vorgeschriebene Zugsicherungssystem Positive Train Control installieren und von der Federal Railway Authority abnehmen lassen, weil die Züge von Tri-Rail im Gleisvorfeld des Bahnhofs in die FEC eingefädelt werden. Brightline hingegen benötigte für die Anbindung ihres Bahnsteigs keine gesonderte Abnahme.
Die Eröffnung des Tri-Rail Downtown Miami Link mit Shuttlezügen zwischen MiamiCentral und Tri-Rail and Metrorail Transfer Station erfolgte am 13. Januar 2024.

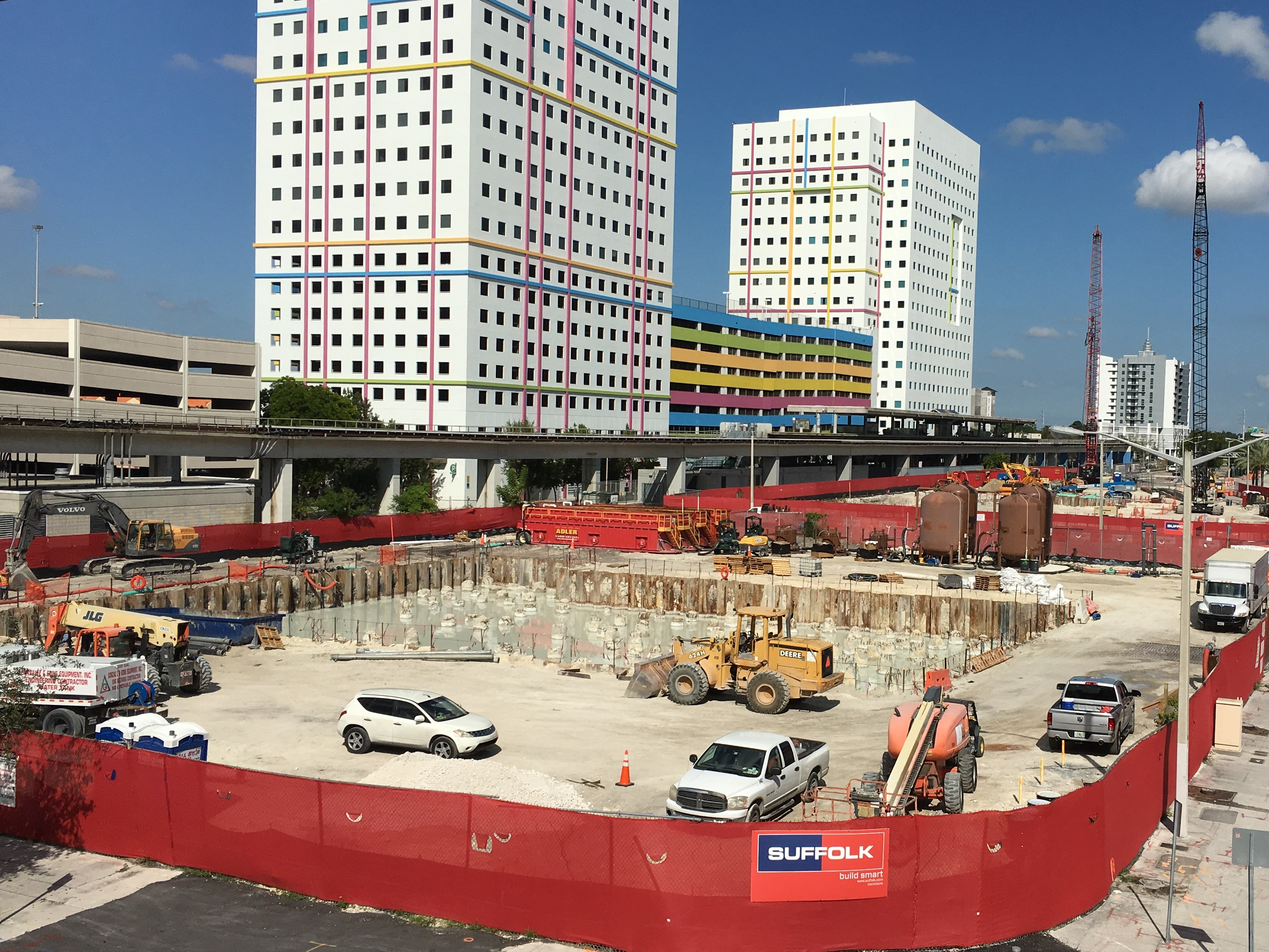
November 2015
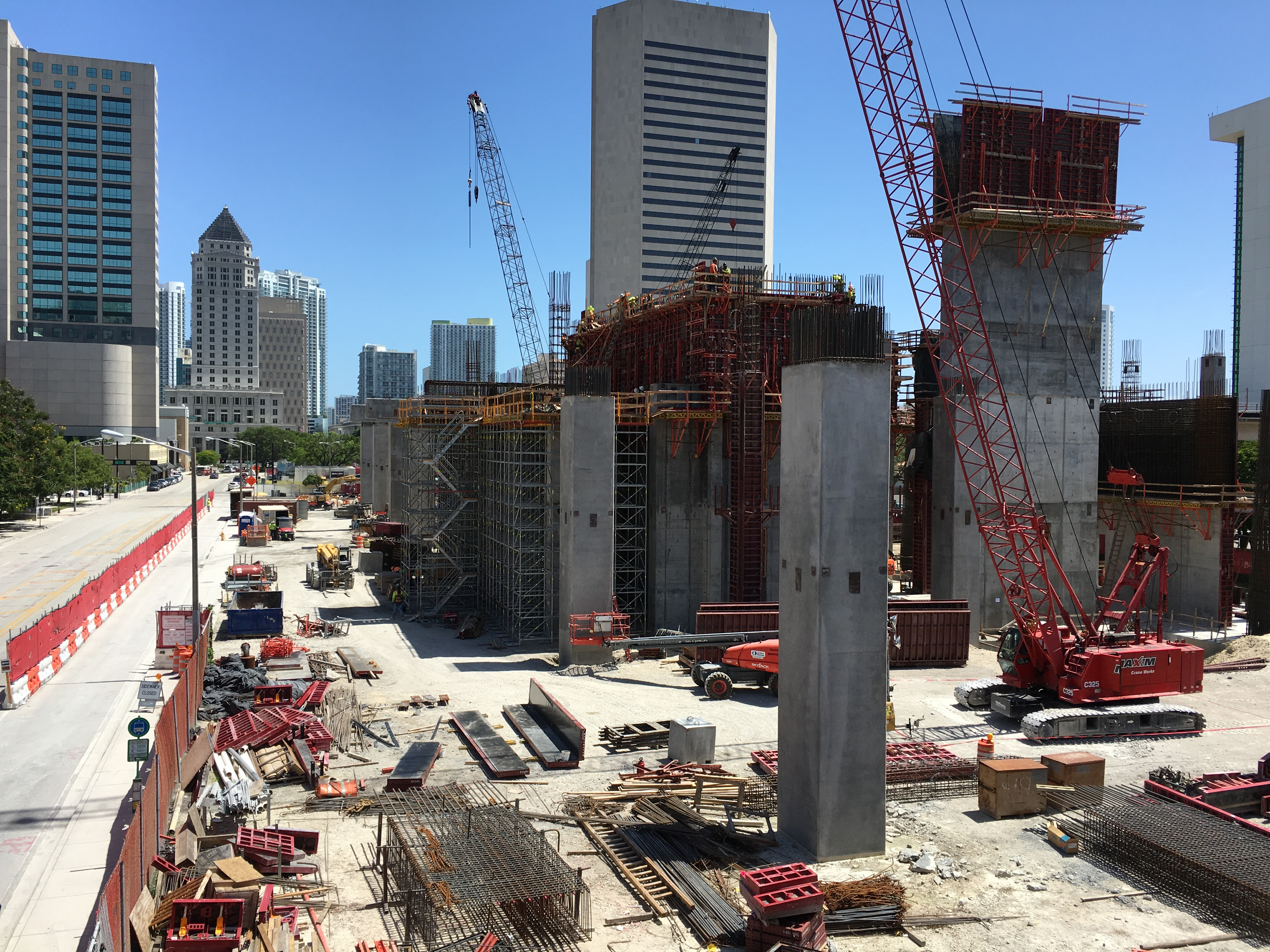
Juli 2016
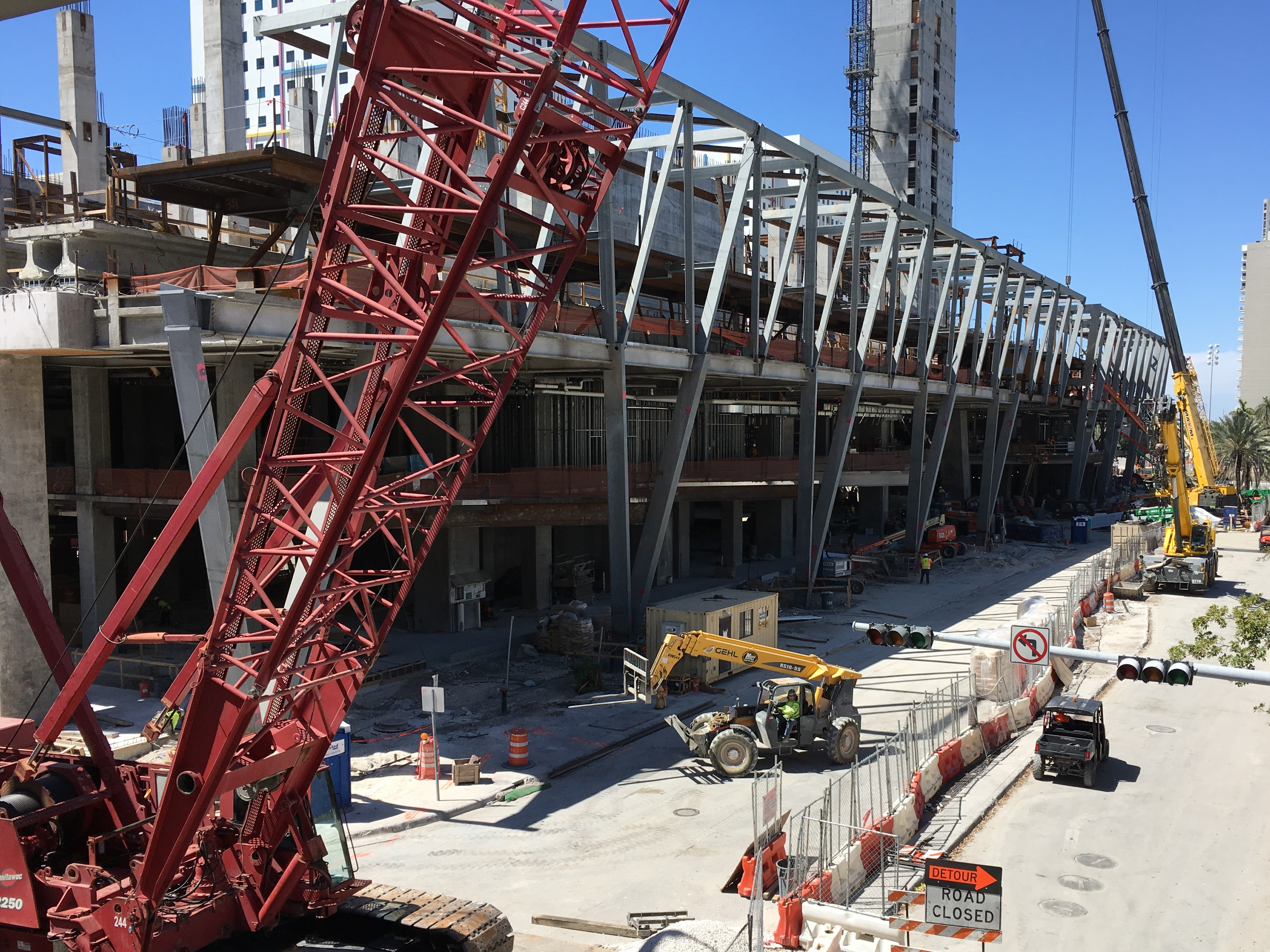
April 2017
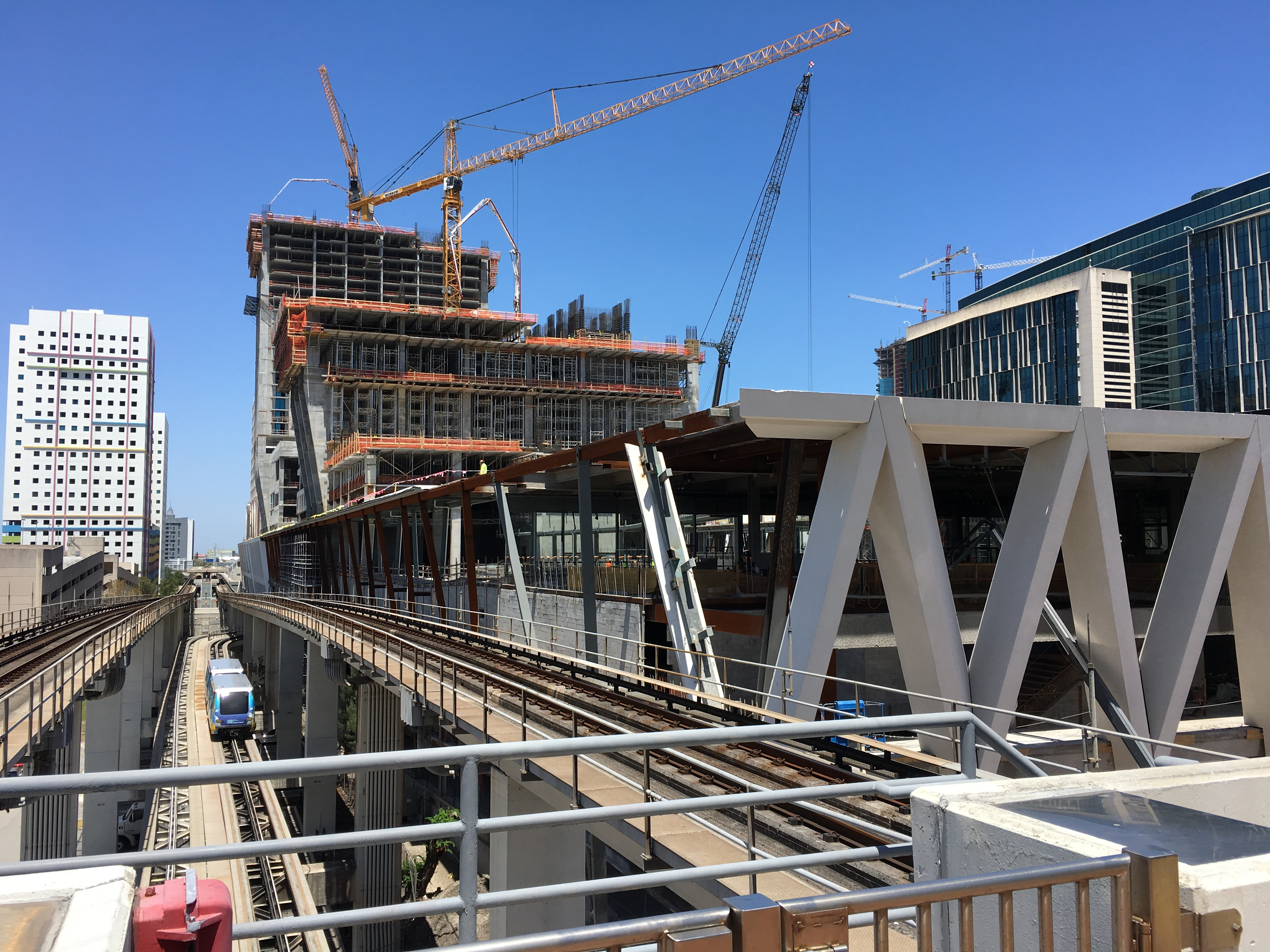
April 2018
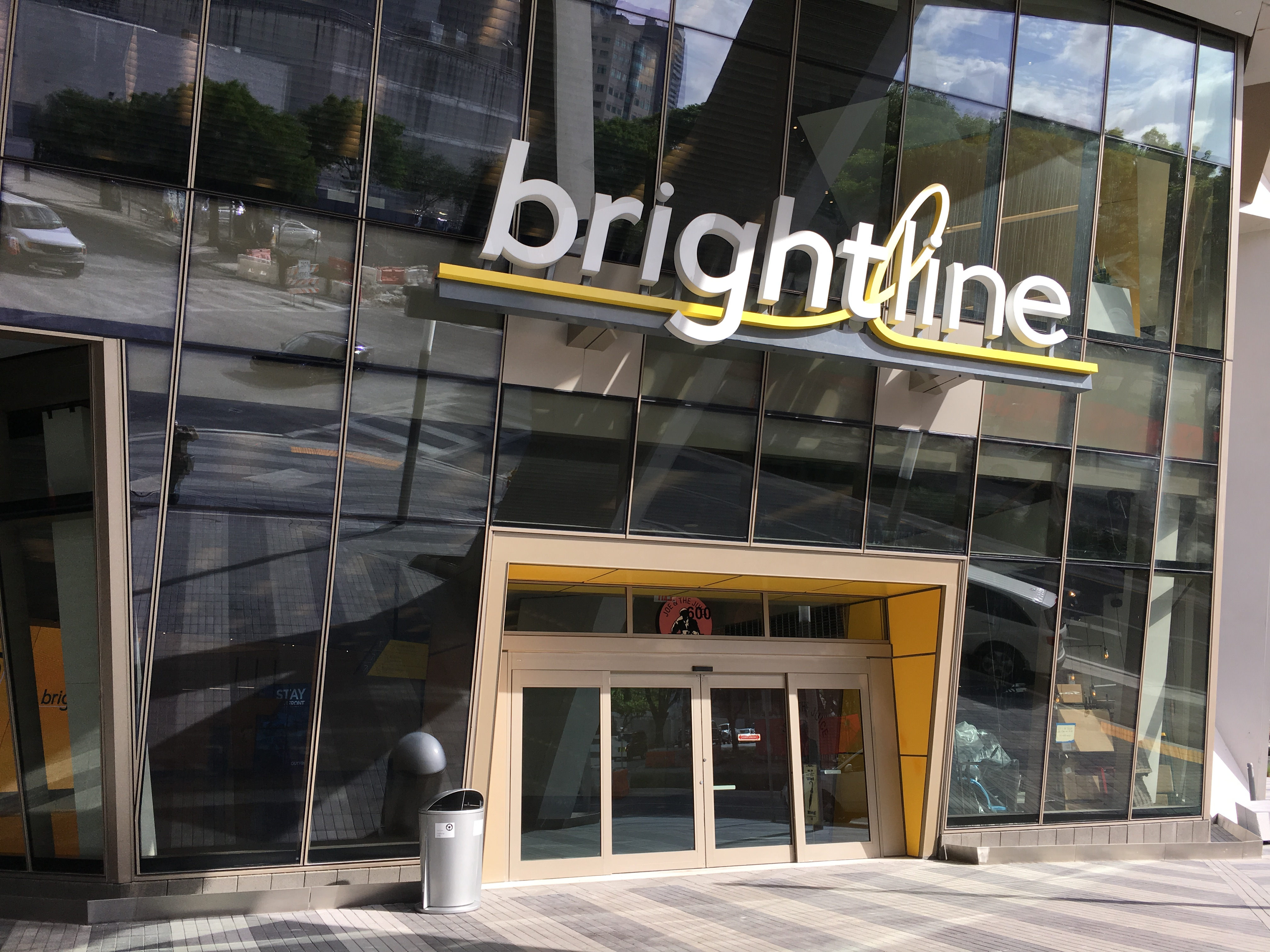
Eingang Mai 2018